# Enzo Salomone
Enzo Salomone (Portici, 1947) è un attore italiano.

## Biografia
Enzo Salomone, all'anagrafe Vincenzo, nasce artisticamente come attore di teatro. Nel 1972 fonda la Cooperativa teatrale Libera Scena Ensemble. 
Debutta al cinema nel 1981 nel film di Salvatore Piscitelli Le occasioni di Rosa; prosegue la sua carriera fino al 2020 recitando sia in Italia sia in Germania.  
È interprete, conduttore e autore di programmi radiofonici e televisivi per la Rai e testimonial di pubblicità. 

## Teatrografia parziale
- Medea di Lucio Anneo Seneca, regia di Gennaro Vitiello (1969-1970)
- La morte di Empedocle di Friedrich Hölderlin, regia di Gennaro Vitiello (1973-1974)
- Padrone e sotto di Bertolt Brecht, regia di Gennaro Vitiello (1975-1976)
- Il coraggio di un pompiere napoletano di Eduardo Scarpetta, regia di Carlo Cecchi (1985-1986)
- Le farse cavajole di anonimo, regia di Giuseppe Rocca (1988)
- Riccardo II di William Shakespeare, regia di Mario Martone (1993)
- Segni dalle città invisibili di Italo Calvino, regia di Enzo Salomone e Orazio Costa (1996)
- Jacques e il suo padrone. Omaggio a Denis Diderot in tre atti di Milan Kundera, regia di Renato Carpentieri (1996)
- Il misantropo di Molière, regia di Toni Servillo (1997)
- Medea. Voci di Christa Wolf, regia di Renato Carpentieri (1997)
- Temporale di August Strindberg, regia di L. Angiulli (1999)
- L'ultimo scugnizzo di Raffaele Viviani, regia di T. Russo (2000-2002)
- Luoghi comuni di Pino Corrias, regia di Renato Carpentieri (2007-2008)
- La tempesta di William Shakespeare, regia di A. De Rosa (2009-2010)

## Filmografia

### Cinema
- Le occasioni di Rosa, regia di Salvatore Piscicelli (1981)
- Anemia, regia di Alberto Abruzzese e Achille Pisanti (1986)
- Morte di un matematico napoletano, regia di Mario Martone (1992)
- Viaggi di nozze, regia di Carlo Verdone (1995)
- Pianese Nunzio, 14 anni a maggio, regia di Antonio Capuano (1995)
- Classe mista 3ª A, regia di Federico Moccia (1996)
- La medaglia, regia di Sergio Rossi (1997)
- La vita degli altri, regia di Nicola De Rinaldo (2001)
- N'Gopp, regia di Pablo Dammicco (2002)
- Indovina chi sposa mia figlia!, regia di Neele Vollmar (2009)
- Noi credevamo, regia di Mario Martone (2010)
- Una vita tranquilla, regia di Claudio Cupellini (2010)
- La mafia uccide solo d'estate, regia di Pif (2013)
- Il giovane favoloso, regia di Mario Martone (2014)
- Bob & Marys - Criminali a domicilio, regia di (2018)
- Il regno, regia di Francesco Fanuele (2020)

### Televisione
- Neapel sehen und erben (1988) - film TV
- Peter Strohm (1989) - serie TV
- Ein Haus in der Toscana (1991) - serie TV
- Olocausto privato, regia di Franca Alessio (1991) - film TV
- Un posto al sole, (1997) - serial TV
- Amazing History, Rai 3 (2004) - Programma TV
- I bastardi di Pizzofalcone, regia di Carlo Carlei (2017) - serie TV
- Die Spur der Mörder (2019) - film TV